# زیردریایی کلاس مارلین
زیردریایی کلاس مارلین (به انگلیسی: Marlin-class submarine) یک کلاس از زیردریایی است.